# Hans Makart
Hans Makart,  född 29 maj 1840 i Salzburg, död 3 oktober 1884 i Wien, var en österrikisk målare.

## Biografi

### Tidiga år
Makart studerade från 1858 vid Wiens konstakademi, men ansågs på den tiden sakna talang. Han flyttade 1859 till München, där han 1861-65 var elev till Piloty. Han ställde där ut Lavoisier i fängelse (1862) och Förnämt aftonsällskap i Venedig (1863). Hans koloristiska karaktär var uppenbar, likaså hans talang som iscensättare av situationsbilder och att ge dessa en historisk dräkt. 
Han besökte London, Paris och Italien. 1868 väckte han uppseende genom 'Moderna amoretter (triptyk på guldgrund) och ännu mera genom den 7 meter långa målningen Pesten i Florens, som ställdes ut i Tysklands större städer och i Paris. Efter denna följde Julia på bår (Österreichische Galerie Belvedere i Wien). 1869 kallade kejsaren honom till Wien, där staten byggde åt honom en ateljé, som han inredde med oerhörd prakt. 
De följande åren målade han Abundantia (Nya pinakoteket i München), två målningar i frisform med ett vimmel av figurer, blommor och frukter - det hela närmast att uppfatta som en väggdekoration, där målaren inte försökt ge annat än ögonfägnad. I Caterina Cornaro mottagande Venedigs hyllning (1873, Berlins nationalgalleri) gav han ett praktstycke, där hans yppiga fantasi och effektfulla kompositionsförmåga triumferade. 

### Senare karriär
Efter en vistelse i Egypten målade Makart ett nytt praktstycke, Kleopatra på Nilen (1876, museet i Stuttgart), och till världsutställningen i Paris 1878 den väldiga duken Karl V:s intåg i Antwerpen (Hamburger Kunsthalle). Efter denna följde De fem sinnena (fem figurtavlor, 1879, i Belvedere, Wien). Där finns även Ariadnes triumf och Ljusets seger över mörkret m.fl. skisser till väggmålningar i galleriets trapphus, av vilka endast några lynettbilder - 7 ryktbara konstnärer med deras ryktbara kvinnliga modeller - blev utförda. 
1879 blev Makart professor vid Wiens konstakademi. Samma år upplevde han sin största triumf, då han iscensatte konstnärernas hyllningståg vid kejsarparets silverbröllop (hans skisser till tåget upptar nära 100 meter i längd). Tåget prisas som det mest praktfulla i sin art, som någonsin förekommit. Nya större målningar följde: Dianas jakt (1880), Våren (badande kvinnor i en italiensk renässanspark, 1884, Dresdengalleriet). Markat målade därjämte landskap, stilleben och många porträtt, flertalet i historisk dräkt. 
Under sina sista år gjorde han även arkitekturskisser. Han byggde på pappret fantastiska palats av överflödande rikedom. Under 1870-talet behärskade Markat konstlivet i Wien, och hans inflytande sträckte sig vida kring. Det påverkade tyskt måleri liksom smaken över huvud taget - även vad gäller rumsinredning (draperier, Makartsbuketter).  Det forcerade, rastlösa arbetet och inte minst konstnärens uppjagade, excentriska fantasiliv undergrävde hans hälsa och orsakade hans död. Han hade förutsättningar att bli en betydande målare.

### Stil
Färgen spelar för honom en större roll än för någon annan österrikisk målare bland hans föregångare, men hans konst saknar naturgrunden, den omedelbara friskheten. Han bygger på venetianerna från 1500-talet, på Tizian och Paolo Veronese.

## Galleri

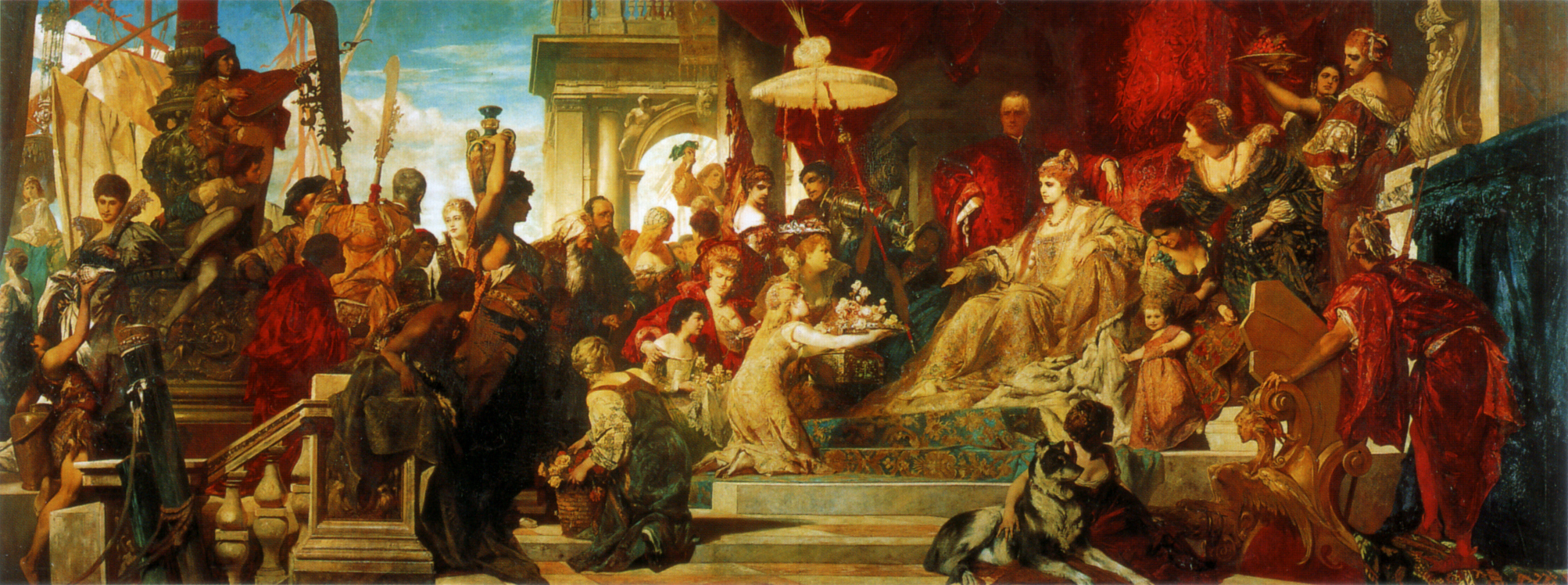
Caterina Cornaro mottagande Venedigs hyllning.
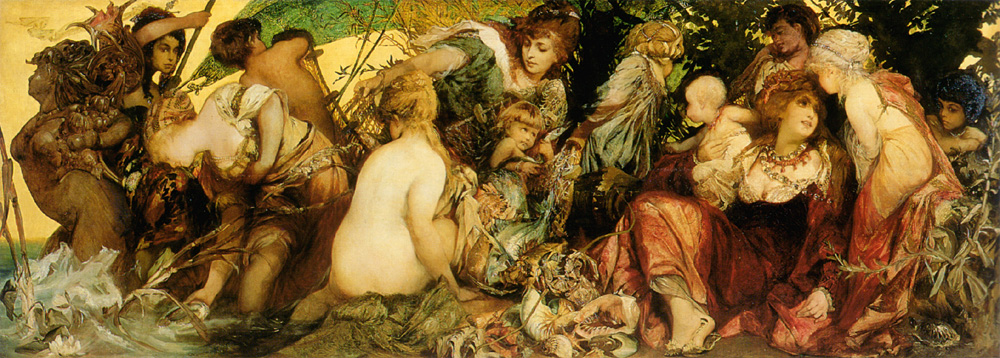
Abundantia.
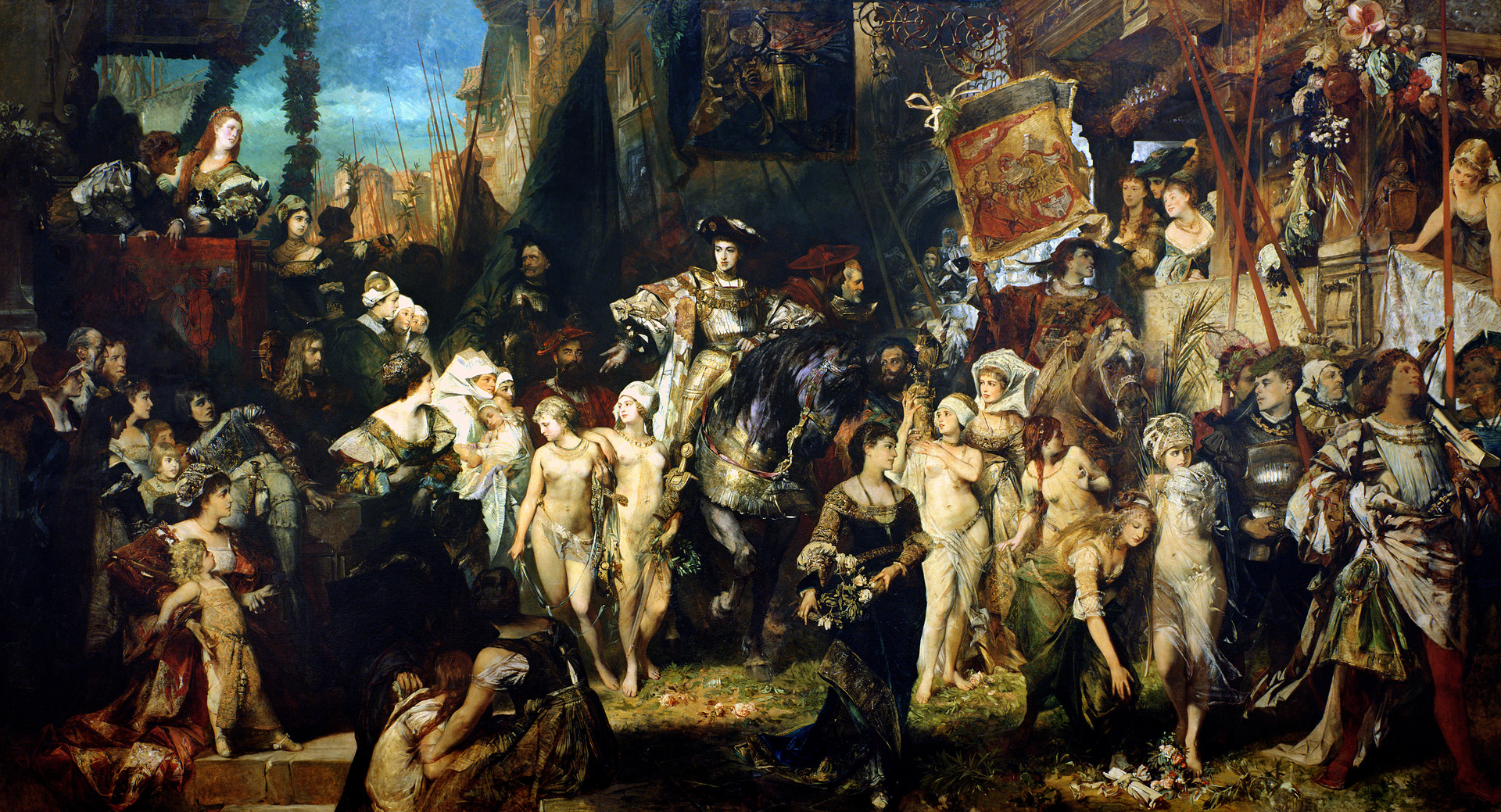
Karl V:s intåg i Antwerpen.